# IC 2578
IC 2578 — галактика типу Sc (компактна спіральна галактика) у сузір'ї Насос.
Цей об'єкт міститься в оригінальній редакції індексного каталогу.